# Nezu (metropolitana di Tokyo)
Nezu (根津駅?, Nezu-eki) è una stazione della metropolitana di Tokyo, si trova a Bunkyō. La stazione è servita dalla linea Chiyoda della Tokyo Metro.

## Struttura
La stazione è realizzata a due canne sovrapposte, una per direzione, ciascuna dotata di un marciapiede e di un binario.
| 1 | Linea Chiyoda | per Ōtemachi, Omotesandō, Yoyogi-Uehara e Karakida |
| 2 | Linea Chiyoda | per Ayase, Abiko e Hannō                           |

## Stazioni adiacenti
| «             | Servizio      | »             |
| Linea Chiyoda | Linea Chiyoda | Linea Chiyoda |
| ------------- | ------------- | ------------- |
| Yushima       | -             | Sendagi       |